# Gioan thành Damascus
Thánh Gioan thành Damascus (tiếng Hy Lạp: Ἰωάννης ὁ Δαμασκηνός, Iōannēs ho Damaskēnos; tiếng Latinh: Ioannes Damascenus; tiếng Ả Rập: يوحنا الدمشقي, ALA-LC: Yūḥannā ad-Dimashqī), cũng có tên khác là Gioan người Damascus và Χρυσορρόας / Chrysorrhoas (nghĩa đen "dòng suối vàng"; nghĩa là "diễn giả vàng"; sinh năm 675 hoặc 676 – 4 tháng 12 năm 749) là một tu sĩ và linh mục người Syria. Sinh ra và lớn lên ở Damascus, ông mất tại tu viện Mar Saba gần Jerusalem.
Ông là học giả đa ngành với các nghiên cứu và đóng góp trong các lĩnh vực luật pháp, thần học, triết học và âm nhạc. Một số nguồn cho rằng ông là người quản lý chính của caliph Hồi giáo tại thành phố Damascus trước khi trở thành linh mục. Ông viết tác phẩm trình bày đức tin Kitô giáo, và sáng tác các bài thánh ca mà nay vẫn được sử dụng trong phụng vụ Kitô giáo Đông phương trên khắp thế giới cũng như trong Giáo hội Luther vào dịp lễ Phục sinh. Ông là một trong các Giáo phụ của Chính thống giáo Đông phương và được biết đến với việc nhiệt thành bảo vệ các linh ảnh.  Giáo hội Công giáo Rôma coi ông là một Tiến sĩ Hội Thánh, thường được gọi là Tiến sĩ Mông Triệu do các bài viết của ông về việc Mẹ Maria được đưa lên trời.